# Linea IRT Pelham
La linea IRT Pelham è una linea, intesa come infrastruttura, della metropolitana di New York situata nel Bronx. L'unico service che attualmente la utilizza è la linea 6.

## Percorso
|  | Unknown route-map component "uhKACCa" |

|  | Unknown route-map component "uhHST" |

|  | Unknown route-map component "uhHST" |

| Unknown route-map component "uKDSTaq" + Unknown route-map component "lhSTRa@fq" | Unknown route-map component "uhABZgr+r" |

|  | Unknown route-map component "uhHST" |

|  | Unknown route-map component "uhHST" |

|  | Unknown route-map component "uhHST" |

|  | Unknown route-map component "uhBHF" |

|  | Unknown route-map component "uhHST" |

|  | Unknown route-map component "uhHST" |

|  | Unknown route-map component "uhHST" |

|  | Unknown route-map component "uhHST" + Unknown route-map component "hPORTALf" |

|  | Unknown route-map component "utACC" |

|  | Urban tunnel stop on track |

|  | Urban tunnel stop on track |

|  | Urban tunnel stop on track |

|  | Urban tunnel stop on track |

|  | Urban tunnel stop on track |

|  | Urban tunnel station on track |

| Unknown route-map component "utCONTg" | Urban tunnel straight track |

| Unknown route-map component "utBS2l" | Unknown route-map component "utBS2r" |

| Unknown route-map component "dWASSERq" | Unknown route-map component "utKRZW" | Unknown route-map component "dWASSERq" |

| Unknown route-map component "utCONTf" |